# Micrulia eurotosoma
Micrulia eurotosoma là một loài bướm đêm trong họ Geometridae.